# アレース神殿

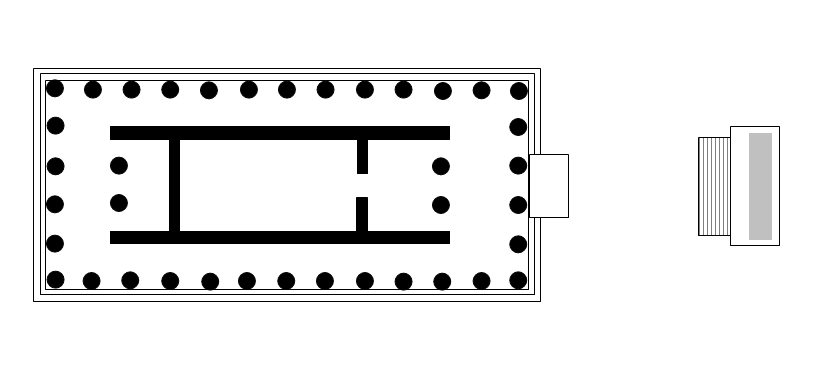
アレース神殿と隣接する祭壇の推定平面図

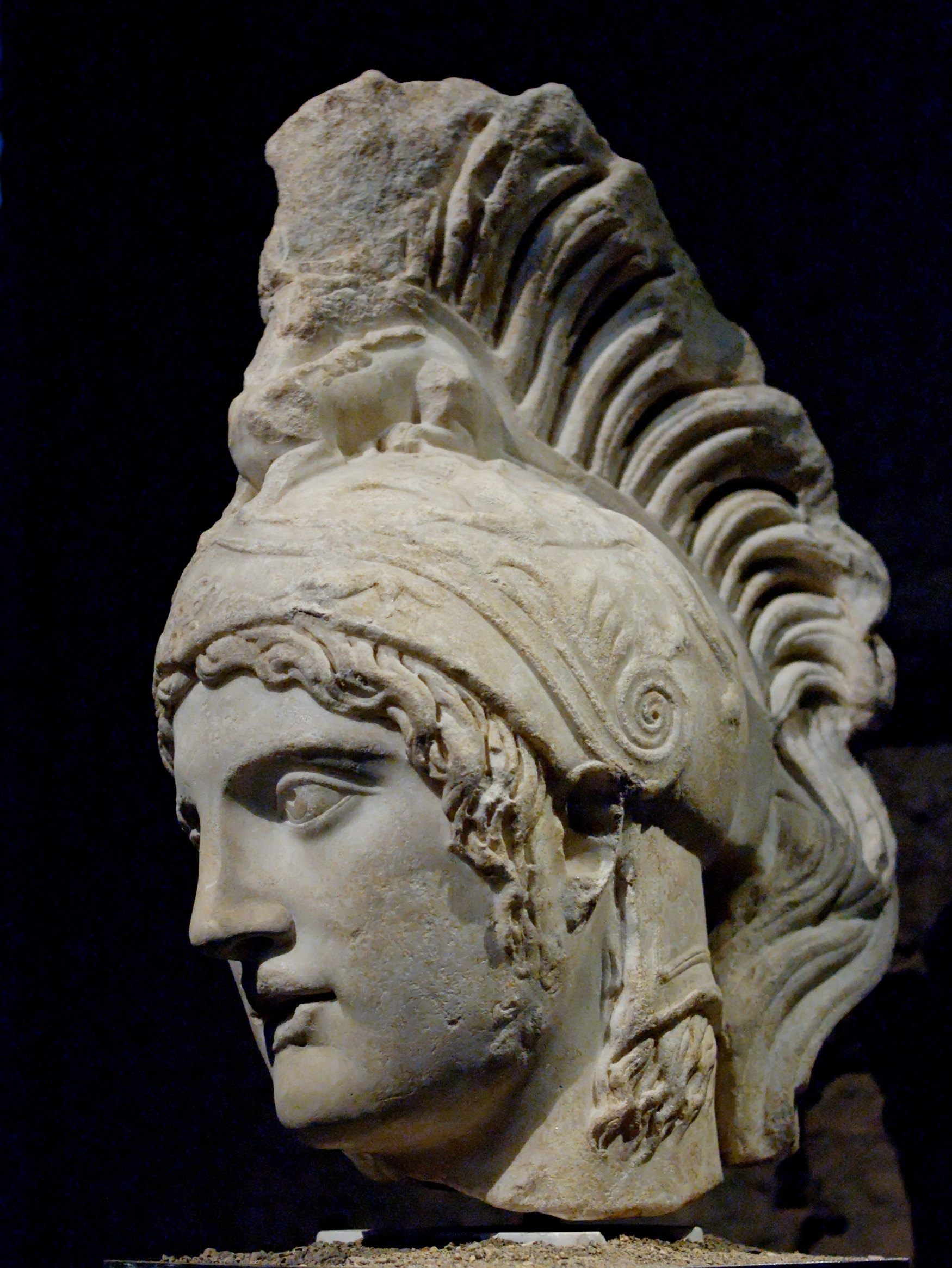
アレース

アレース神殿（アレースしんでん）は、アテナイのアゴラ北部にあったアレースを祭った神殿である。神殿はパウサニアスによって発見されたが、遺跡には複雑な歴史の痕跡が残っている。アレースはアテーナーのような神殿が設けられていた。

## 歴史
基礎は初期ギリシャの建設であるが、神殿の西端にある上部構造の断片は紀元前5世紀のものとみられる。考古学者によると、神殿はドーリア式でヘーパイストス神殿と同様のサイズ、設計、年代のものである。残っている石の跡からは神殿が元々別の場所にあった可能性があるとされる。神殿の移動と再建は、ローマ占領下のギリシャでは一般的であった。
ローマ帝国が国教としてキリスト教を用いたため、テオドシウス1世によるローマ帝国後期における異教徒の迫害で、アレース神殿は3世紀後半から4世紀初期に破壊され略奪された。